# PediaPress
PediaPress est une société allemande offrant et développant des logiciels libres de publication sur papier. Située à Mayence en Allemagne, elle offre également un service d'impression à la demande et de publication en ligne permettant aux internautes de créer des ouvrages personnalisés à partir des articles d'un wiki, tel que Wikipédia.
Elle affirme pouvoir offrir ses services pour n'importe quelle base de données.
Selon PC Welt, version allemande de PC World, le prix pour un ouvrage personnalisé est de 8 € pour les 100 premières pages et de 3 € supplémentaires pour chaque nouvelle tranche de 100 pages,.
PediaPress et la Fondation Wikimedia sont partenaires d'affaires depuis décembre 2007,. La Fondation recevra 10 % des ventes brutes des ouvrages,. D'après le rapport annuel 2011-2012 de la Wikimedia Fondation, PediaPress a versé entre 5 000 et 24 999 dollars.
Le 10 février 2014, PediaPress fait appel au financement participatif sur Indiegogo pour un projet d'impression papier de plus de 4 millions d'articles de la Wikipédia anglophone.